# Proteína motora
Las proteínas motoras son aquellas proteínas que convierten energía química en un trabajo mecánico, generalmente por medio de una ATPasa.
Otro mecanismo puede ser una bomba de protones, como en el caso de la rotación de los flagelos. Pueden ser, o formar parte de, motores moleculares.

## Función celular
Un buen ejemplo de proteína motora es la proteína muscular miosina, que produce el movimiento de contracción de las fibras musculares en animales.

## Enfermedades asociadas
La importancia de las proteínas motoras se ponen en evidencia cuando fallan en cumplir sus funciones. Por ejemplo, se identificó una deficiencia de kinesinas como causante del síndrome de Charcot-Marie-Tooth.